# Дипротодонтовые
Дипротодонтовые (лат. Diprotodontidae) — семейство очень крупных вымерших сумчатых, эндемичных для Австралии. В него включают крупнейших известных науке сумчатых — дипротодонов. Diprotodontidae жили с олигоцена до конца плейстоцена (от 33,9 млн до 12 тыс. лет назад).

## Описание
Семейство в основном представлено крупными четвероногими наземными животными, в том числе крупнейшим сумчатым из когда-либо живших — дипротодона (Diprotodon), достигавшего размеров носорога. Nimbadon, которого часто считают базальным дипротодонтовым, мог жить на деревьях. Дипротодонтовые были стопоходящими (ступня и пальцы конечностей располагались горизонтально к земле). У большинства дипротодонтовых передние конечности неспециализированные и помимо передвижения могли использоваться для других функций. Некоторые более поздние дипротодонтовые, начиная с плиоцена, такие как Ambulator и Diprotodon, развили приспособленные для ходьбы передние конечности, похожие на слоновьи, с модифицированными лучезапястными костями с функцией пятки, наряду с развитием подушечек лап. Это означает, что пальцы, вероятно, не соприкасались с землёй, о чём свидетельствует отсутствие следов пальцев на отпечатках лап Diprotodon. Как минимум у некоторых представителей группы внутренняя часть черепа облегчалась за счёт больших внутренних полостей.

## Экология
Как минимум некоторые дипротодонтовые, такие как дипротодон, вероятно, жили стадами.

## Таксономия
Дипротодонтовые являются представителями Vombatomorphia и их ближайшими современными родственниками являются вомбатовые, хотя они более близки к сумчатым тапирам (Palorchestidae), причём оба семейства включаются в надсемейство Diprotodontoidea. Традиционно семейство делится на два подсемейства: Diprotodontinae и Zygomaturinae. Таксономия дипротодонтовых нуждается в пересмотре: исторически многие дипротодонтовые диагностировались исключительно по морфологии зубов, однако морфология премолярных зубов дипротодонтовых сильно варьируется у разных особей. При этом строение моляров часто схоже у видов, которые сильно отличаются анатомией скелета, что ставит под вопрос важность морфологии зубов для таксономии.

## Эволюция
Группа впервые появилась в позднем олигоцене. Ранние представители были в основном были размером с овцу. Начиная с позднего миоцена разнообразие дипротодонтовых значительно увеличилось и достигло пика в плиоцене с семью родами, вероятно, из-за увеличения открытых лесных ландшафтов. Последние известные представители группы, включая дипротодона и Zygomaturus из континентальной Австралии, а также Hulitherium и Maokopia из Новой Гвинеи, вымерли в позднем плейстоцене около 40 000 лет назад, после прибытия людей в Австралию и Новую Гвинею.

## Классификация
По данным сайта Paleobiology Database, на август 2018 года в семейство включают следующие вымершие роды:
- Bematherium Tedford, 1967 (1 вид)
- Brachalletes De Vis, 1883
- Diprotodon Owen, 1838 — Дипротодоны (1 вид)
- Euowenia De Vis, 1891 (2 вида)
- Euryzygoma Longman, 1921
- Koalemus De Vis, 1889
- Kolopsis Woodburne, 1967 (3 вида)
- Kolopsoides Plane, 1967 (1 вид)
- Meniscolophus Stirton, 1955
- Nototherium Owen, 1845 (5 видов)
- Plaisiodon Woodburne, 1967
- Pyramios Woodburne, 1967 (1 вид)
- Raemeotherium Rich et al., 1978 (1 вид)
- Sthenmerus De Vis, 1883
- Подсемейство Zygomaturinae Stirton et al., 1967
  - Kukaodonta Mackness, 2010 (1 вид)
  - Maokopia Flannery, 1992 (1 вид)
  - Neohelos Stirton, 1967 (4 вида)
  - Nimbadon Hand et al., 1993 (3 вида)
  - Zygomaturus Owen, 1858 (5 видов)

## Реконструкции некоторых видов

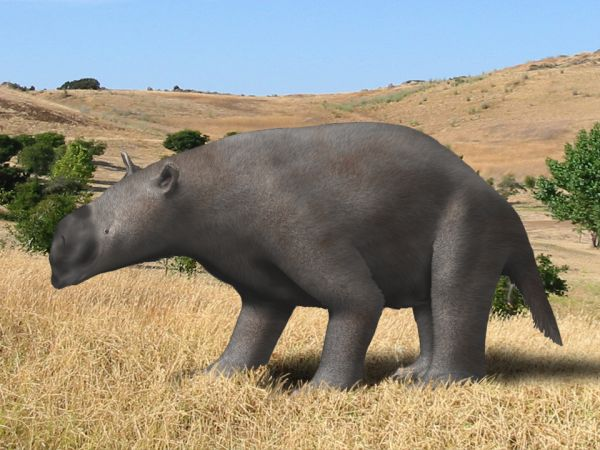
Pyramios
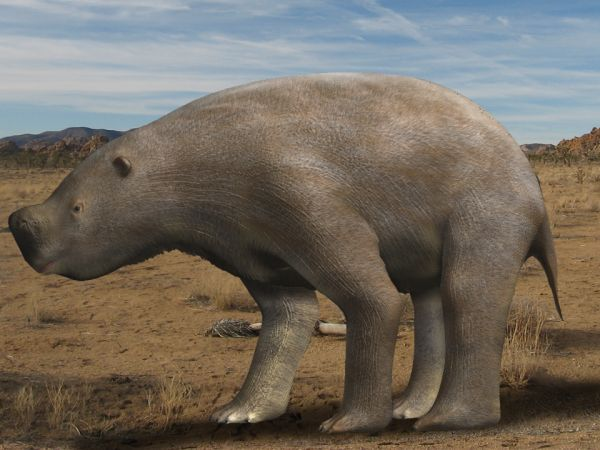
Nototherium
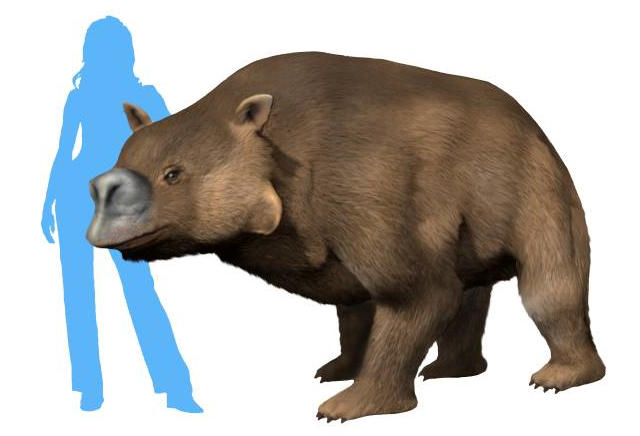
Euryzygoma
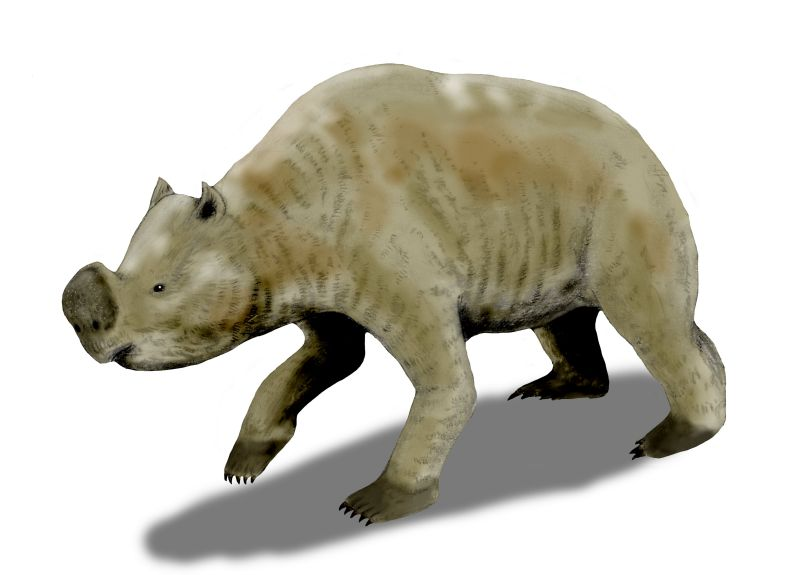
Zygomaturus
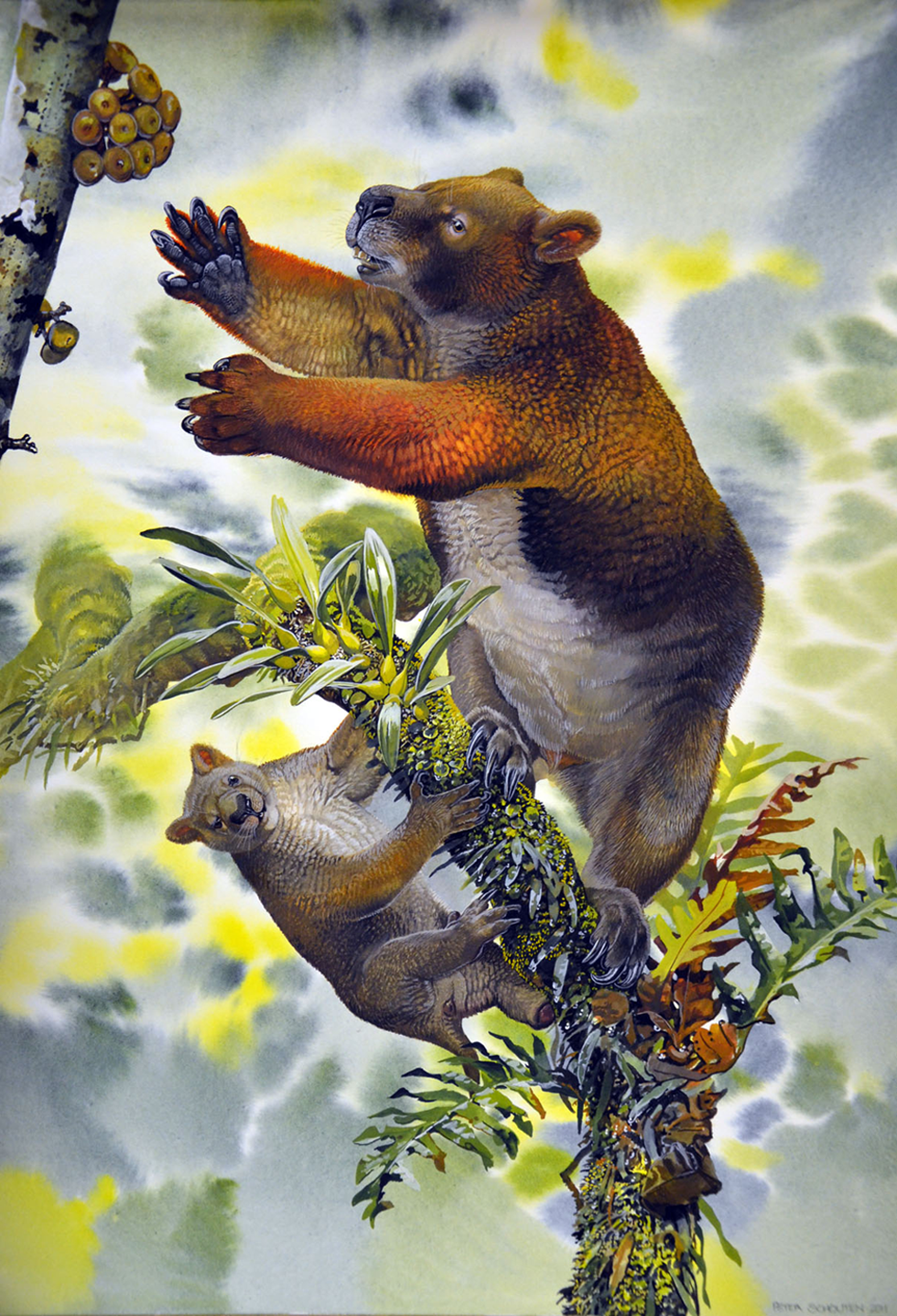
Nimbadon
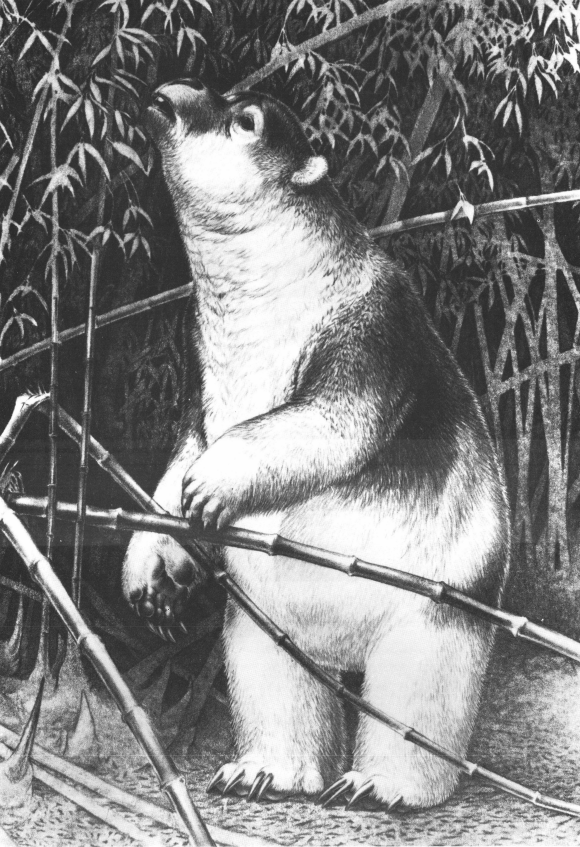
Hulitherium